# 亦辇真
亦辇真，畏兀儿人，元朝政治人物，中书省平章政事察乃的第三子。
年幼时聪敏明慧。开始是元英宗御位下必阇赤（书史）。泰定帝初年，担任内八府宰相。起初，高丽忠肃王（阿剌忒讷失里）袭位，其从弟王暠（完者笃）诉于元朝，忠肃王入觐，被元朝扣留。这时，亦辇真奉旨护送高丽忠肃王归国。天历二年（1329年），奉元文宗之命迎帝兄和世㻋从西域杰坚察罕东归继承帝位，是为元明宗，即授亦辇真为翰林学士承旨、资善大夫。元惠宗即位后，擢升为资政大夫、河东山西道肅政廉訪使，再召为通政院使，奉命巡视驿传，从答失八剌哈孙，抵达晃火儿目连之地，革除驿传弊政，处理東勝州吴栾、永兴等的驿牧地，被人侵冒的案件，划正经界、缓租赋，百姓立德政碑歌颂。不久，转任山东西道宣慰使，率兵镇压当地起义者，斩首七十余级。后来担任辽阳行省右丞。年五十二岁因病在辽阳去世。